# Mecaphesa lowriei
Mecaphesa lowriei là một loài nhện trong họ Thomisidae.
Loài này thuộc chi Mecaphesa. Mecaphesa lowriei được miêu tả năm 1970 bởi Schick.